# Monasterio de Santa María de Iguácel
La iglesia de Santa María de Iguácel es una iglesia románica española en Larrosa, Jacetania, provincia de Huesca, Aragón. Se halla en el valle llamado de la Garcipollera cerca del Camino de Santiago. El monasterio tuvo gran devoción y fue muy famoso en su época, tanto, que el rey Sancho Ramírez le concede la villa cercana de Larrosa. Puede accederse a ella por la carretera de Canfranc, tomando el desvío al llegar a Castiello de Jaca, desde allí seguir el valle.
El templo fue declarado Bien de Interés Cultural con la categoría de Monumento por el Real Decreto de 8 de junio de 1990 del Ministerio de Cultura que se publicó en el Boletín Oficial del Estado de 13 de junio de 1990.

## Historia
Su origen se remonta a los años 1040 o 1050 en que comienza su construcción por orden del conde Galindo, un importante señor aragonés de entonces. Después de su muerte, y heredada por su hijo el conde Sancho Galíndez, la iglesia fue remodelada al gusto de su nuevo dueño, muy cercano al de la catedral de Jaca, como se aprecia en la inscripción que se encuentra en la parte superior de la portada. Se data el final de las obras en 1072, año en el que se acabaron las obras de remodelación que se hicieron siguiendo los gustos de la corte jaquesa, sustituyendo la puerta oeste por un pórtico jaqués con tejaroz sostenido por canecillos y una importante inscripción bajo ellos que data la iglesia y a sus autores. Además se adornaron todas las ventanas con pares de finas columnas rematadas en capiteles. También se hicieron remodelaciones en el interior, decorando el ábside con arquería ciega de cinco elementos, que dejó sin función a los ventanales originales. Sin embargo, la torre cuadrangular es posterior, siglo XIII o XIV. También la decoración del ábside se hizo en siglos posteriores, en el siglo XV, con pinturas góticas en las que se representan figuras de santos, la vida de la virgen y el calvario de Cristo. Las primeras noticias del templo se encuentran en un escrito de 1068.
En 1080, el conde Sancho Galíndez y su esposa donaron la iglesia al monasterio de San Juan de la Peña. Más tarde se instaló una pequeña comunidad de monjas cisterciense que permaneció hasta 1212, cuando se trasladarían a Cambrón donde los inviernos no eran tan duros, y al final la comunidad se trasladó al monasterio Cisterciense de Santa Lucía de Zaragoza.

## Descripción
La importancia del edificio estriba en ser una de las primeras iglesias de Aragón con cabecera semicircular, característica que se extendería más tarde por toda la Jacetania. Además presenta importantes pinturas murales y esculturas. Su construcción se realizó en diferentes etapas.
Se trata de un edificio de planta rectangular, de única nave, de gran altura, cerrada con una techumbre de madera a dos aguas.
La cabecera está formada por un corto presbiterio cubierto por una bóveda de cañón que termina en un ábside cerrado por una bóveda de horno o de cuarta esfera. La nave se abre en tres puertas: la frontal, al Oeste, una lateral en el muro Sur y una al Norte que da acceso a la torre cuadrangular.

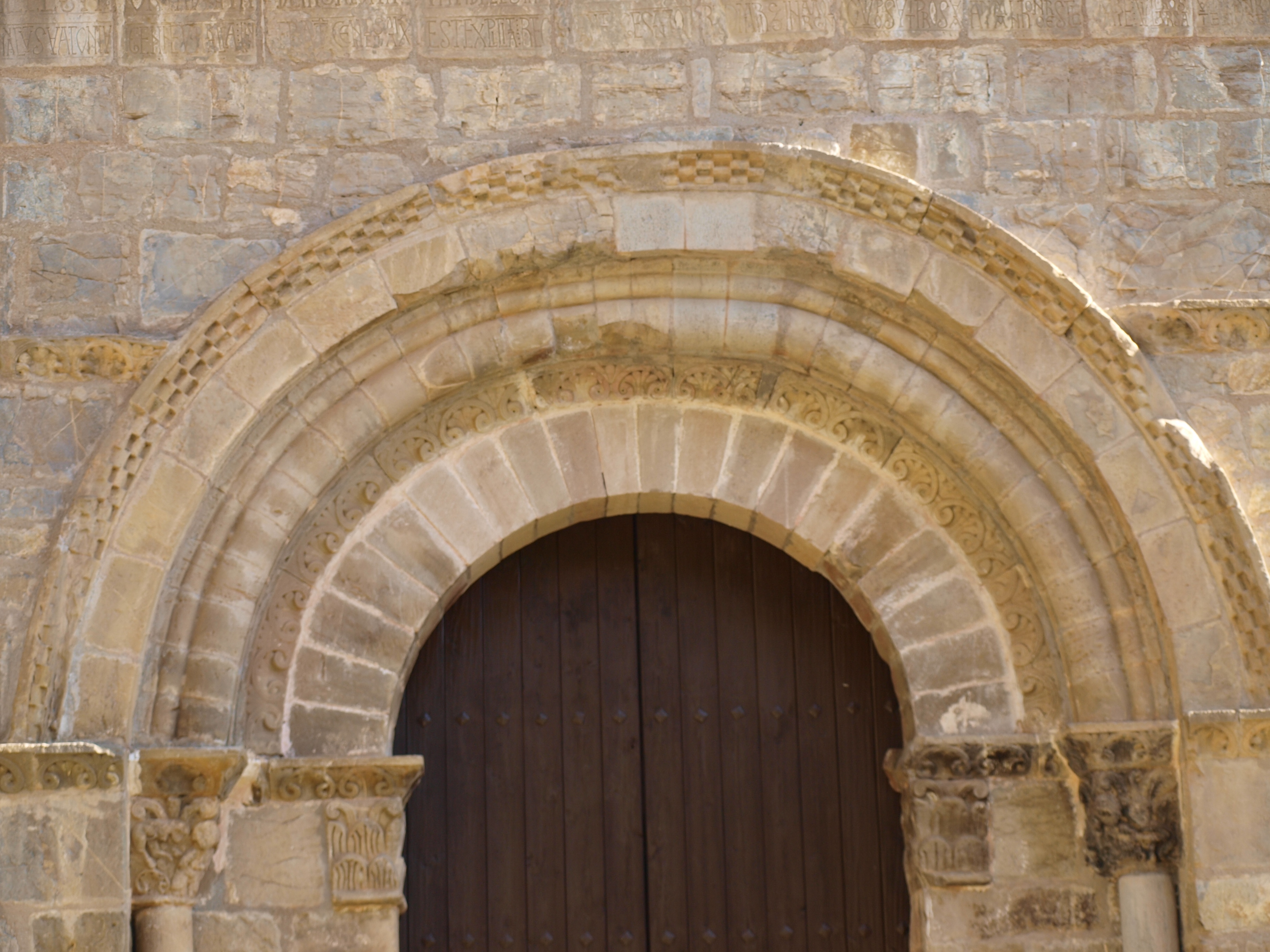
Detalle de la portada de la iglesia donde se pueden observar perfectamente las arquivoltas.

La portada de la iglesia sobresale en un cuerpo que se prolonga hacia arriba en dos contrafuertes que escoltan el ventanal superior, en forma de arco de medio punto que se sustenta sobre dos columnas lisas con capiteles decorados con figuras humanas.
El conjunto de la portada se forma con cinco arquivoltas: la primera dovelada, la segunda con palmetas, luego un baquetón dividido en tres y por último una arquivolta dovelada rematada con otra formada de taqueado jaqués. La primera arquivolta descansa sobre dos capiteles de palmetas que decoran las jambas de la puerta. Sobre esta portada se sobrepone un tejaroz sostenido por canecillos, un tejado saliente. Sobre esta portada hallamos una inscripción, escrita en la remodelación de 1072, en latín en la que se puede leer:

Esta es la puerta del Señor por donde entran los fieles en la casa del señor, que es la iglesia fundada en honor de Santa María. Ha sido fabricada por mandato del conde Sancho junto con su esposa Urraca. Ha sido terminada en la era 1110 (1072 en nuestro calendario actual), reinando Sancho Ramírez en Aragón, el cual ofreció por su alma en honor a Santa María la villa llamada Larrosa, para que le dé el Señor la vida eterna, amén. El escritor de estas letras se llama Aznar y el maestro de las pinturas se llama Galindo Garcés.

Esta inscripción es muy rara, pues muy pocas veces se puede encontrar en iglesias de estas dimensiones a los autores de las obras, parece ser que tienen un sentido propagandístico. De las pinturas que Aznar, autor de esta inscripción, dice hechas por Galindo, hoy no quedan restos pues posteriormente se pintaron otras góticas.
Existen otros vanos: dos ventanas laterales en el muro Sur de arco de medio punto, soportado por dos pequeñas columnas con un capitel decorado con motivos vegetales, unida por una imposta a la altura de los capiteles que a modo de cornisa decorada las une. Además aparecen tres ventanas más en el ábside, formadas por arcos de medio punto, apoyadas en capiteles decorados, hoy restaurados, y otros cuatro vanos en el campanario. 
El ábside tiene cuatro contrafuertes, dos en los extremos, dividiendo el muro en tres paños, en los que se abren los tres ventanales. A la altura de los capiteles se desarrolla una imposta que une los tres vanos. La cornisa del ábside está decorada con ajedrezado, asentándose sobre canecillos. El interior del ábside está decorado con pinturas, clasificadas como pintura gótica internacional del siglo XV; por debajo se encuentran representados los apóstoles y más por debajo, separados por las ventanas, escenas de la virgen, por encima se representan escenas del calvario de Cristo rodeadas por ángeles.
La iglesia tiene un  conjunto escultórico románico considerable formado por: capiteles (en un total de 22 piezas tanto en el interior como en el exterior), modillones con decoración vegetal, geométrica y figurativa y una basa de columna fechados en el siglo XI.

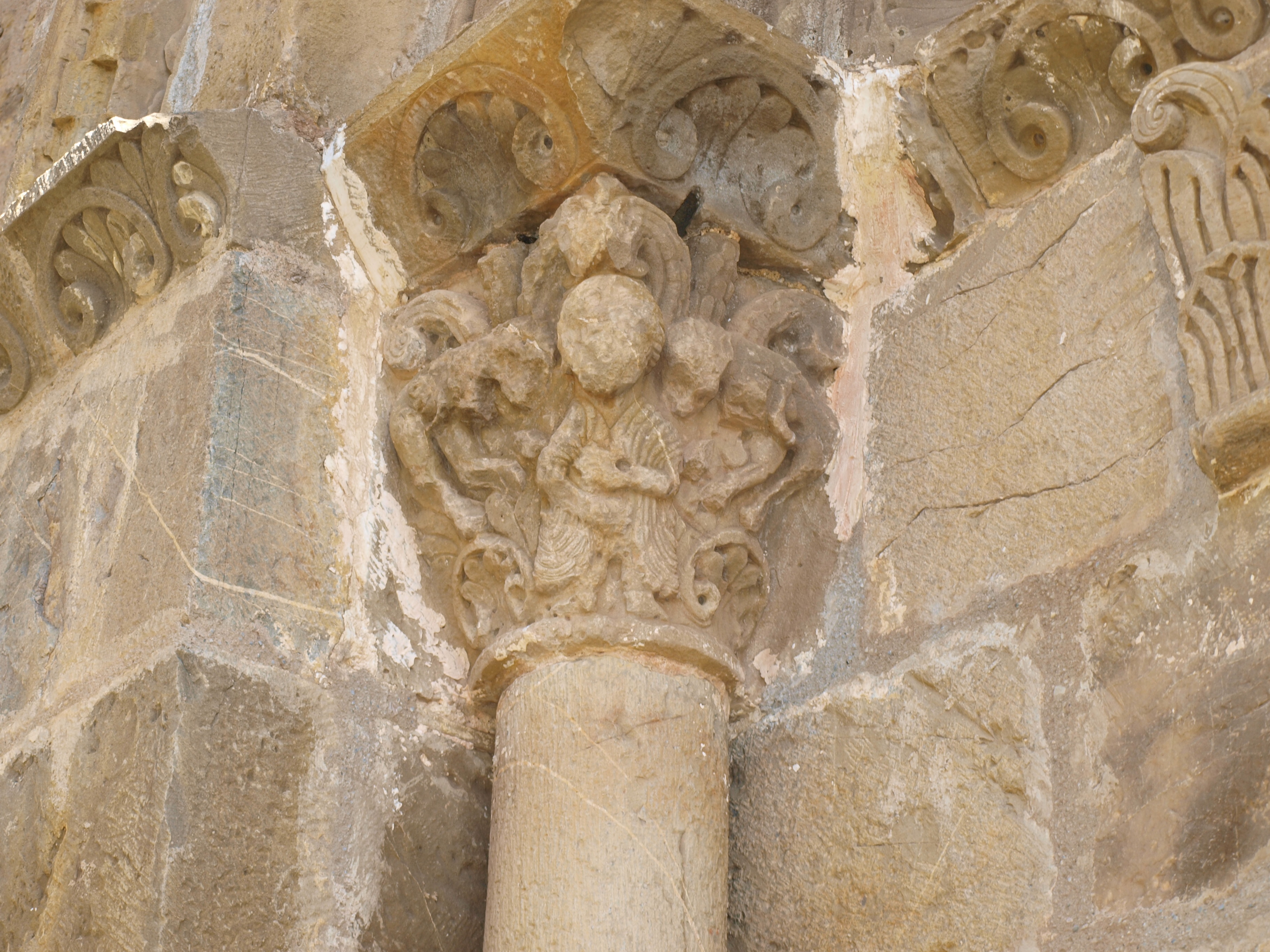
Detalle de uno de los capiteles originales de la iglesia.

La talla  románica de la virgen, de Iguácel (que comparte características con las tallas románicas de Agüero y Ayerbe), al igual que ocurre con el resto de las obras escultóricas exentas que tenía en su interior, se conservan en el Museo Diocesano de Jaca.